# Thomas Hitzlsperger
Thomas Hitzlsperger (Monaco di Baviera, 5 aprile 1982) è un dirigente sportivo ed ex calciatore tedesco, di ruolo centrocampista, attuale direttore sportivo dello Stoccarda.

## Caratteristiche tecniche
Di ruolo centrocampista, è soprannominato The Hammer (Il Martello) per la potenza del suo tiro, con cui è in grado di segnare anche da lunghe distanze.

## Carriera

### Club

#### Inizi
Cresciuto nelle giovanili del Bayern Monaco, nell'agosto del 2000 passa all'Aston Villa con un trasferimento gratuito, in quanto non ancora calciatore professionista. Con la maglia dei Villans esordisce il 13 gennaio 2001 nella sconfitta 3-0 contro il Liverpool, gara che rimarrà l'unica presenza della sua prima stagione inglese. Nella successiva stagione viene ceduto in prestito al Chesterfield, ma viene richiamato dopo solo due mesi a causa dei molti infortunati nella rosa dell'Aston Villa. Con l'arrivo del nuovo manager, Graham Taylor, viene stabilmente inserito nella prima squadra e diventa uno dei pilastri del team che, successivamente guidato da David O'Leary, conquista il sesto posto in Premier League.

#### Stoccarda
Lascia Birmingham nel 2005, passando a titolo gratuito, in quanto svincolato, nelle file dello Stoccarda. Diventa ben presto un titolare fisso della squadra tedesca, particolarmente nella sua seconda stagione in Germania, quando i biancorossi vincono la Bundesliga, nella quale contribuisce con 30 gare giocate su 34 e 7 reti. Il 14 agosto 2007 prolunga il suo contratto fino all'estate del 2010.

#### Lazio e West Ham
Il 31 gennaio 2010, a sei mesi dalla scadenza del contratto con lo Stoccarda, viene acquistato dalla Lazio, con cui firma un accordo triennale. Segna la sua prima ed unica rete con la squadra biancoceleste nell'ultima partita giocata con la maglia della Lazio, segnando nel 3-1 contro l'Udinese.
Il 5 giugno 2010 si trasferisce al West Ham.
La sua avventura a est di Londra però termina dopo soltanto un anno e, nell'estate 2011 è protagonista di un singolare episodio di cronaca. Il tedesco venne fermato dalla Polizia stradale inglese in quanto viaggiava a oltre 170 km/h a bordo della sua autovettura, riuscendo comunque ad evitare sia l'arresto sia la revoca della patente di guida poiché il giudice ha accettato la sua tesi difensiva: il calciatore infatti si è difeso spiegando che l'auto gli serviva per girare il paese in cerca di una nuova squadra in quanto svincolato.

#### Wolfsburg ed Everton
Il 18 agosto 2011 il giocatore viene messo sotto contratto dai tedeschi del Wolfsburg, con cui firma per tre anni. Dopo il primo anno rimane svincolato.
Il 19 ottobre 2012, dopo aver trascorso più di tre mesi da svincolato, viene ingaggiato dall'Everton firmando un contratto di quattro mesi. Dopo avere prolungato fino a fine stagione, il 5 giugno 2013 l'Everton rende nota la volontà di non rinnovare l'accordo con il centrocampista tedesco.
Il 3 settembre 2013 annuncia il suo ritiro dal calcio giocato a causa dei continui problemi fisici dai quali è stato afflitto durante gli ultimi anni della sua carriera.

### Nazionale
È stato capitano della Nazionale tedesca Under-19 ed ha giocato anche nell'Under-21. In totale ha disputato 20 presenze e realizzato 3 gol. Viene convocato nella Nazionale maggiore da Jürgen Klinsmann e debutta il 9 ottobre 2004 nell'amichevole di Teheran contro l'Iran, subentrando al 68º sul compagno Bernd Schneider.
Partecipa sia alla Confederations Cup 2005 che al Mondiale 2006. Realizza il primo gol con la maglia della nazionale il 6 settembre 2006, nel match di qualificazione all'Europeo 2008 contro San Marino. Nello stesso match (finito con l'abbondante punteggio di 0-13) realizza anche la sua seconda rete, siglando la sua prima ed unica doppietta nazionale. Nel 2008 partecipa alla spedizione tedesca all'Europeo, in cui gioca da titolare alcune partite, tra cui la finale contro la Spagna.
Per via delle poche presenze con la maglia della Lazio, viene escluso dai Mondiali di Sudafrica 2010.
Chiude la sua esperienza con la nazionale l'11 agosto 2010, in amichevole contro la Danimarca. Nell'occasione veste la fascia di capitano.

## Statistiche

### Cronologia presenze e reti in nazionale
| Cronologia completa delle presenze e delle reti in nazionale ― Germania | Cronologia completa delle presenze e delle reti in nazionale ― Germania | Cronologia completa delle presenze e delle reti in nazionale ― Germania | Cronologia completa delle presenze e delle reti in nazionale ― Germania | Cronologia completa delle presenze e delle reti in nazionale ― Germania | Cronologia completa delle presenze e delle reti in nazionale ― Germania | Cronologia completa delle presenze e delle reti in nazionale ― Germania | Cronologia completa delle presenze e delle reti in nazionale ― Germania |
| Data                                                                    | Città                                                                   | In casa                                                                 | Risultato                                                               | Ospiti                                                                  | Competizione                                                            | Reti                                                                    | Note                                                                    |
| ----------------------------------------------------------------------- | ----------------------------------------------------------------------- | ----------------------------------------------------------------------- | ----------------------------------------------------------------------- | ----------------------------------------------------------------------- | ----------------------------------------------------------------------- | ----------------------------------------------------------------------- | ----------------------------------------------------------------------- |
| 9-10-2004                                                               | Teheran                                                                 | Iran                                                                    | 0 – 2                                                                   | Germania                                                                | Amichevole                                                              | -                                                                       | 68’                                                                     |
| 17-11-2004                                                              | Lipsia                                                                  | Germania                                                                | 3 – 0                                                                   | Camerun                                                                 | Amichevole                                                              | -                                                                       | 66’                                                                     |
| 9-2-2005                                                                | Düsseldorf                                                              | Germania                                                                | 2 – 2                                                                   | Argentina                                                               | Amichevole                                                              | -                                                                       |                                                                         |
| 26-3-2005                                                               | Celje                                                                   | Slovenia                                                                | 0 – 1                                                                   | Germania                                                                | Amichevole                                                              | -                                                                       |                                                                         |
| 4-6-2005                                                                | Belfast                                                                 | Irlanda del Nord                                                        | 1 – 4                                                                   | Germania                                                                | Amichevole                                                              | -                                                                       |                                                                         |
| 8-6-2005                                                                | Mönchengladbach                                                         | Germania                                                                | 2 – 2                                                                   | Russia                                                                  | Amichevole                                                              | -                                                                       |                                                                         |
| 15-6-2005                                                               | Francoforte                                                             | Germania                                                                | 4 – 3                                                                   | Australia                                                               | Conf. Cup 2005 - 1º turno                                               | -                                                                       |                                                                         |
| 18-6-2005                                                               | Colonia                                                                 | Tunisia                                                                 | 0 – 3                                                                   | Germania                                                                | Conf. Cup 2005 - 1º turno                                               | -                                                                       | 68’                                                                     |
| 21-6-2005                                                               | Norimberga                                                              | Germania                                                                | 2 – 2                                                                   | Argentina                                                               | Conf. Cup 2005 - 1º turno                                               | -                                                                       |                                                                         |
| 17-8-2005                                                               | Rotterdam                                                               | Paesi Bassi                                                             | 2 – 2                                                                   | Germania                                                                | Amichevole                                                              | -                                                                       | 66’                                                                     |
| 3-9-2005                                                                | Bratislava                                                              | Slovacchia                                                              | 2 – 0                                                                   | Germania                                                                | Amichevole                                                              | -                                                                       | 46’                                                                     |
| 8-10-2005                                                               | İstanbul                                                                | Turchia                                                                 | 2 – 1                                                                   | Germania                                                                | Amichevole                                                              | -                                                                       | 82’                                                                     |
| 12-10-2005                                                              | Amburgo                                                                 | Germania                                                                | 1 – 0                                                                   | Cina                                                                    | Amichevole                                                              | -                                                                       | 89’                                                                     |
| 27-5-2006                                                               | Friburgo in Brisgovia                                                   | Germania                                                                | 7 – 0                                                                   | Lussemburgo                                                             | Amichevole                                                              | -                                                                       | 46’                                                                     |
| 2-6-2006                                                                | Mönchengladbach                                                         | Germania                                                                | 3 – 0                                                                   | Colombia                                                                | Amichevole                                                              | -                                                                       | 86’                                                                     |
| 8-7-2006                                                                | Stoccarda                                                               | Portogallo                                                              | 1 – 3                                                                   | Germania                                                                | Mondiali 2006 - Finale 3º posto                                         | -                                                                       | 79’                                                                     |
| 16-8-2006                                                               | Gelsenkirchen                                                           | Germania                                                                | 3 – 0                                                                   | Svezia                                                                  | Amichevole                                                              | -                                                                       | 74’                                                                     |
| 6-9-2006                                                                | San Marino                                                              | San Marino                                                              | 0 – 13                                                                  | Germania                                                                | Qual. Euro 2008                                                         | 2                                                                       | 62’                                                                     |
| 7-10-2006                                                               | Rostock                                                                 | Germania                                                                | 2 – 0                                                                   | Georgia                                                                 | Amichevole                                                              | -                                                                       | 76’                                                                     |
| 15-11-2006                                                              | Nicosia                                                                 | Cipro                                                                   | 1 – 1                                                                   | Germania                                                                | Qual. Euro 2008                                                         | -                                                                       | 80’                                                                     |
| 7-2-2007                                                                | Düsseldorf                                                              | Germania                                                                | 3 – 1                                                                   | Svizzera                                                                | Amichevole                                                              | -                                                                       | 89’                                                                     |
| 24-3-2007                                                               | Praga                                                                   | Rep. Ceca                                                               | 1 – 2                                                                   | Germania                                                                | Qual. Euro 2008                                                         | -                                                                       | 89’                                                                     |
| 28-3-2007                                                               | Duisburg                                                                | Germania                                                                | 0 – 1                                                                   | Danimarca                                                               | Amichevole                                                              | -                                                                       |                                                                         |
| 2-6-2007                                                                | Norimberga                                                              | Germania                                                                | 6 – 0                                                                   | San Marino                                                              | Qual. Euro 2008                                                         | -                                                                       |                                                                         |
| 6-6-2007                                                                | Amburgo                                                                 | Germania                                                                | 2 – 1                                                                   | Slovacchia                                                              | Qual. Euro 2008                                                         | 1                                                                       |                                                                         |
| 22-8-2007                                                               | Londra                                                                  | Inghilterra                                                             | 1 – 2                                                                   | Germania                                                                | Amichevole                                                              | -                                                                       |                                                                         |
| 8-9-2007                                                                | Cardiff                                                                 | Galles                                                                  | 0 – 2                                                                   | Germania                                                                | Qual. Euro 2008                                                         | -                                                                       |                                                                         |
| 12-9-2007                                                               | Colonia                                                                 | Germania                                                                | 3 – 1                                                                   | Romania                                                                 | Amichevole                                                              | -                                                                       | 46’                                                                     |
| 17-11-2007                                                              | Hannover                                                                | Germania                                                                | 4 – 0                                                                   | Cipro                                                                   | Qual. Euro 2008                                                         | 1                                                                       |                                                                         |
| 21-11-2007                                                              | Francoforte                                                             | Germania                                                                | 0 – 0                                                                   | Galles                                                                  | Qual. Euro 2008                                                         | -                                                                       | 46’                                                                     |
| 6-2-2008                                                                | Vienna                                                                  | Austria                                                                 | 0 – 3                                                                   | Germania                                                                | Amichevole                                                              | 1                                                                       | 82’                                                                     |
| 26-3-2008                                                               | Basilea                                                                 | Svizzera                                                                | 0 – 4                                                                   | Germania                                                                | Amichevole                                                              | -                                                                       |                                                                         |
| 27-5-2008                                                               | Kaiserslautern                                                          | Germania                                                                | 2 – 2                                                                   | Bielorussia                                                             | Amichevole                                                              | -                                                                       |                                                                         |
| 8-6-2008                                                                | Klagenfurt am Wörthersee                                                | Germania                                                                | 2 – 0                                                                   | Polonia                                                                 | Euro 2008 - 1º turno                                                    | -                                                                       | 75’                                                                     |
| 16-6-2008                                                               | Vienna                                                                  | Austria                                                                 | 0 – 1                                                                   | Germania                                                                | Euro 2008 - 1º turno                                                    | -                                                                       | 60’                                                                     |
| 19-6-2008                                                               | Basilea                                                                 | Germania                                                                | 3 – 2                                                                   | Portogallo                                                              | Euro 2008 - Quarti di finale                                            | -                                                                       | 73’                                                                     |
| 25-6-2008                                                               | Basilea                                                                 | Germania                                                                | 3 – 2                                                                   | Turchia                                                                 | Euro 2008 - Semifinale                                                  | -                                                                       |                                                                         |
| 29-6-2008                                                               | Vienna                                                                  | Spagna                                                                  | 1 – 0                                                                   | Germania                                                                | Euro 2008 - Finale                                                      | -                                                                       | 57’                                                                     |
| 20-8-2008                                                               | Norimberga                                                              | Germania                                                                | 2 – 0                                                                   | Belgio                                                                  | Amichevole                                                              | -                                                                       | 70’                                                                     |
| 6-9-2008                                                                | Vaduz                                                                   | Liechtenstein                                                           | 0 – 6                                                                   | Germania                                                                | Qual. Mondiali 2010                                                     | 1                                                                       |                                                                         |
| 10-9-2008                                                               | Helsinki                                                                | Finlandia                                                               | 3 – 3                                                                   | Germania                                                                | Qual. Mondiali 2010                                                     | -                                                                       | 68’                                                                     |
| 11-10-2008                                                              | Dortmund                                                                | Germania                                                                | 2 – 1                                                                   | Russia                                                                  | Qual. Mondiali 2010                                                     | -                                                                       | 93’                                                                     |
| 15-10-2008                                                              | Mönchengladbach                                                         | Germania                                                                | 1 – 0                                                                   | Galles                                                                  | Qual. Mondiali 2010                                                     | -                                                                       |                                                                         |
| 28-3-2009                                                               | Lipsia                                                                  | Germania                                                                | 4 – 0                                                                   | Liechtenstein                                                           | Qual. Mondiali 2010                                                     | -                                                                       | 78’                                                                     |
| 1-4-2009                                                                | Cardiff                                                                 | Galles                                                                  | 0 – 2                                                                   | Germania                                                                | Qual. Mondiali 2010                                                     | -                                                                       |                                                                         |
| 29-5-2009                                                               | Shangai                                                                 | Cina                                                                    | 1 – 1                                                                   | Germania                                                                | Amichevole                                                              | -                                                                       |                                                                         |
| 2-6-2009                                                                | Dubai                                                                   | Emirati Arabi Uniti                                                     | 2 – 7                                                                   | Germania                                                                | Amichevole                                                              | -                                                                       | 25’ 66’                                                                 |
| 12-8-2009                                                               | Baku                                                                    | Azerbaigian                                                             | 0 – 2                                                                   | Germania                                                                | Qual. Mondiali 2010                                                     | -                                                                       |                                                                         |
| 9-9-2009                                                                | Hannover                                                                | Germania                                                                | 4 – 0                                                                   | Azerbaigian                                                             | Qual. Mondiali 2010                                                     | -                                                                       |                                                                         |
| 14-10-2009                                                              | Amburgo                                                                 | Germania                                                                | 1 – 1                                                                   | Finlandia                                                               | Qual. Mondiali 2010                                                     | -                                                                       | 46’                                                                     |
| 18-11-2009                                                              | Gelsenkirchen                                                           | Germania                                                                | 2 – 2                                                                   | Costa d'Avorio                                                          | Amichevole                                                              | -                                                                       |                                                                         |
| 11-8-2010                                                               | Copenaghen                                                              | Danimarca                                                               | 2 – 2                                                                   | Germania                                                                | Amichevole                                                              | -                                                                       | Cap. 66’                                                                |
| Totale                                                                  |                                                                         | Presenze                                                                | 52                                                                      |                                                                         | Reti                                                                    | 6                                                                       |                                                                         |

| Cronologia completa delle presenze e delle reti in nazionale ― Germania under 21 | Cronologia completa delle presenze e delle reti in nazionale ― Germania under 21 | Cronologia completa delle presenze e delle reti in nazionale ― Germania under 21 | Cronologia completa delle presenze e delle reti in nazionale ― Germania under 21 | Cronologia completa delle presenze e delle reti in nazionale ― Germania under 21 | Cronologia completa delle presenze e delle reti in nazionale ― Germania under 21 | Cronologia completa delle presenze e delle reti in nazionale ― Germania under 21 | Cronologia completa delle presenze e delle reti in nazionale ― Germania under 21 |
| Data                                                                             | Città                                                                            | In casa                                                                          | Risultato                                                                        | Ospiti                                                                           | Competizione                                                                     | Reti                                                                             | Note                                                                             |
| -------------------------------------------------------------------------------- | -------------------------------------------------------------------------------- | -------------------------------------------------------------------------------- | -------------------------------------------------------------------------------- | -------------------------------------------------------------------------------- | -------------------------------------------------------------------------------- | -------------------------------------------------------------------------------- | -------------------------------------------------------------------------------- |
| 12-2-2002                                                                        | Belfast                                                                          | Irlanda del Nord under 21                                                        | 0 – 1                                                                            | Germania under 21                                                                | Amichevole                                                                       | -                                                                                | 73’                                                                              |
| 26-3-2002                                                                        | Chemnitz                                                                         | Germania under 21                                                                | 1 – 1                                                                            | Rep. Ceca under 21                                                               | Amichevole                                                                       | -                                                                                | 88’                                                                              |
| 16-4-2002                                                                        | Hoffenheim                                                                       | Germania under 21                                                                | 2 – 1                                                                            | Russia under 21                                                                  | Amichevole                                                                       | -                                                                                |                                                                                  |
| 7-5-2002                                                                         | Luogo non dato                                                                   | Germania under 21                                                                | 1 – 1                                                                            | Sudafrica under 21                                                               | Amichevole                                                                       | -                                                                                |                                                                                  |
| 20-8-2002                                                                        | Grosseto                                                                         | Italia under 21                                                                  | 0 – 2                                                                            | Germania under 21                                                                | Amichevole                                                                       | -                                                                                | 46’                                                                              |
| 6-9-2002                                                                         | Vilnius                                                                          | Lituania under 21                                                                | 1 – 4                                                                            | Germania under 21                                                                | Qual. Europeo Under-21 2004                                                      | -                                                                                |                                                                                  |
| 19-11-2002                                                                       | Aquisgrana                                                                       | Germania under 21                                                                | 4 – 1                                                                            | Paesi Bassi under 21                                                             | Amichevole                                                                       | 1                                                                                |                                                                                  |
| 11-2-2003                                                                        | Mafumet                                                                          | Spagna under 21                                                                  | 3 – 1                                                                            | Germania under 21                                                                | Amichevole                                                                       | -                                                                                |                                                                                  |
| 28-3-2003                                                                        | Fürth                                                                            | Germania under 21                                                                | 1 – 0                                                                            | Lituania under 21                                                                | Qual. Europeo Under-21 2004                                                      | -                                                                                | 60’                                                                              |
| 29-4-2003                                                                        | Wilhelmshaven                                                                    | Germania under 21                                                                | 3 – 2                                                                            | Serbia e Montenegro under 21                                                     | Amichevole                                                                       | -                                                                                | 46’                                                                              |
| 2-6-2003                                                                         | Cork                                                                             | Irlanda under 21                                                                 | 2 – 2                                                                            | Germania under 21                                                                | Amichevole                                                                       | 1                                                                                |                                                                                  |
| 6-6-2003                                                                         | Kilmarnock                                                                       | Scozia under 21                                                                  | 2 – 2                                                                            | Germania under 21                                                                | Qual. Europeo Under-21 2004                                                      | -                                                                                | 45’                                                                              |
| 19-8-2003                                                                        | Mosca                                                                            | Russia under 21                                                                  | 2 – 1                                                                            | Germania under 21                                                                | Amichevole                                                                       | -                                                                                | 46’                                                                              |
| 14-11-2003                                                                       | Leverkusen                                                                       | Germania under 21                                                                | 1 – 0                                                                            | Turchia under 21                                                                 | Qual. Europeo Under-21 2004                                                      | -                                                                                | 50’                                                                              |
| 18-11-2003                                                                       | Istanbul                                                                         | Turchia under 21                                                                 | 1 – 1                                                                            | Germania under 21                                                                | Qual. Europeo Under-21 2004                                                      | -                                                                                |                                                                                  |
| 17-2-2004                                                                        | Bielefeld                                                                        | Germania under 21                                                                | 1 – 0                                                                            | Svizzera under 21                                                                | Amichevole                                                                       | -                                                                                | 46’                                                                              |
| 30-3-2004                                                                        | Mannheim                                                                         | Germania under 21                                                                | 2 – 2                                                                            | Georgia under 21                                                                 | Amichevole                                                                       | -                                                                                | 46’                                                                              |
| 26-4-2004                                                                        | Thessaloniki                                                                     | Grecia under 21                                                                  | 2 – 1                                                                            | Germania under 21                                                                | Amichevole                                                                       | -                                                                                | 46’                                                                              |
| 28-5-2004                                                                        | Magonza                                                                          | Svizzera under 21                                                                | 1 – 2                                                                            | Germania under 21                                                                | Europeo Under-21 2004 - 1º turno                                                 | 1                                                                                | 76’                                                                              |
| 2-6-2004                                                                         | Magonza                                                                          | Germania under 21                                                                | 1 – 2                                                                            | Portogallo under 21                                                              | Europeo Under-21 2004 - 1º turno                                                 | -                                                                                | 46’ 80’                                                                          |
| Totale                                                                           |                                                                                  | Presenze                                                                         | 20                                                                               |                                                                                  | Reti                                                                             | 3                                                                                |                                                                                  |

## Palmarès

### Club

#### Competizioni nazionali
- Campionato tedesco: 1

Stoccarda: 2006-2007

#### Competizioni internazionali
- Coppa Intertoto UEFA: 1

Aston Villa: 2001

## Vita privata
Fino al 2007 ha avuto una relazione di sette anni con la sua ragazza Inga. L'8 gennaio 2014 fa coming out diventando uno dei primi calciatori professionisti tedeschi ad aver dichiarato pubblicamente di essere omosessuale. Il suo gesto ha ricevuto gli elogi del governo tedesco, attraverso il portavoce di Angela Merkel, Steffen Seibert: «Nessuno deve avere paura a dichiarare la propria sessualità».